# Sydney Morris Cockerell
Sydney Morris „Sandy“ Cockerell (* 6. Juni 1906 in London; † 6. November 1987 in Cambridge) war ein britischer Buchbinder, Buchrestaurator und Papierdesigner.
Sydney „Sandy“ Cockerell übernahm 1935 die Douglas Cockerell & Son Buchbinderei von seinem Vater in Grantchester in der Grafschaft Cambridgeshire. Dort perfektionierte er die Kunst der Herstellung von marmorierten Papieren unter Verwendung von traditionellen Rohstoffen wie Ochsengalle und Irländisches Moos (Carragheenalge), das im Verbund mit Alaun die Basis für seine Farblösungen ergibt.
1982 wurde ihm die Ehrendoktorwürde der Universität Cambridge zu teil. Seine weltberühmte Buchbinderei wird unter Beibehaltung seiner handwerklichen Grundlagen weitergeführt.

## Werke
- The Repairing of Books, London, Sheppard Press, 1960